# Sh-h-h-h-h-h
Sh-h-h-h-h-h é um desenho animado musical produzido em 1955 pelo Walter Lantz Studio em Technicolor. Foi também o último episódio realizado pelo cartunista Tex Avery.

## Sinopse
Um badalado músico duma banda de jazz vai a consulta com psicólogo, que lhe recomenda tirar férias em um local silencioso, afastado da cidade. Escolhe um hotel na montanha onde em hipótese alguma pode fazer barulho. No local, as conversas acontecem numa cabine especial a prova de som e os objetos como campainha, relógio cuco, abajur não fazem ruído. Os barulhos saem escritos em placas que saem dos itens no filme.
Enquanto o músico dorme, chega um conjunto de instrumentistas amigos do recepcionista do hotel que se alojam no quarto ao lado e começam a tocar música deixando chateado e sem paciência o hospede que busca silêncio. Instantes depois, a música para e algum tempo depois, se ouvem risadas fortes. O músico tenta chamar a atenção dos vizinhos de quarto para parar com o barulho, mas não consegue escapar das armadilhas impostas pelos mesmos.
Depois de algum tempo, descobre que quem está no quarto ao lado era seu psicólogo, acompanhado da esposa o que faz o músico ficar louco. No final, o Sr. Vandeco acaba explodindo (literalmente).